# Abito da cocktail

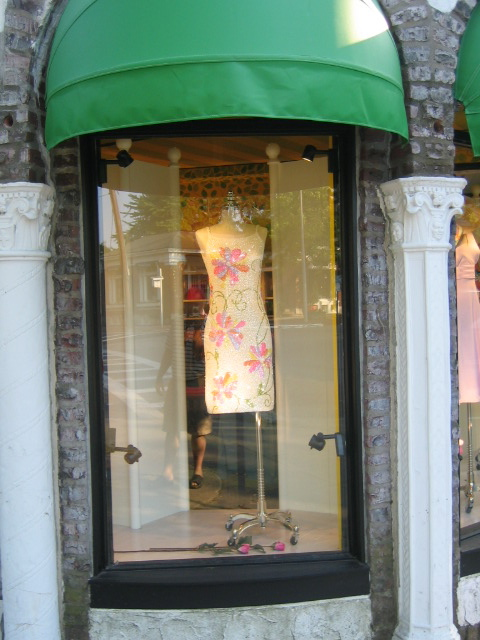
Un abito da cocktail in una vetrina di South Hampton.

Un abito da cocktail è un abito da donna indossato durante occasioni semi-formali.
La lunghezza dell'abito da cocktail varia a seconda della moda e degli usi locali. La sua lunghezza può variare da appena sopra il ginocchio fino ad arrivare alle caviglie. Quando l'abito è almeno cinque centimetri sopra le caviglie viene detto Abito da tè, mentre quando l'abito arriva quasi a toccare le caviglie viene detto di lunghezza ballerina, anche se normalmente questo secondo modello viene spesso incluso tra gli abiti da sera.
In occasioni semi-formali, si possono adottare anche abiti da cocktail meno elaborati e più corti. Prima degli anni cinquanta questo tipo di abbigliamento veniva definito da tardo pomeriggio. A partire dagli anni ottanta si è cominciato a descrivere un abito come da cocktail sulla base non tanto della sua lunghezza, quanto della sua sontuosità.